# Olbiogaster pauliani
Olbiogaster pauliani är en tvåvingeart som beskrevs av Elisabeth K. Stuckenberg 1961. Olbiogaster pauliani ingår i släktet Olbiogaster och familjen fönstermyggor.
Artens utbredningsområde är Madagaskar. Inga underarter finns listade i Catalogue of Life.